# Борго Тосињано
Борго Тосињано (итал. Borgo Tossignano) је насеље у Италији у округу Болоња, региону Емилија-Ромања.
Према процени из 2011. у насељу је живело 2206 становника. Насеље се налази на надморској висини од 94 м.

## Становништво
| 1931. | 1936. | 1951. | 1961. | 1971. | 1981. | 1991. | 2001. | 2011. |
| ----- | ----- | ----- | ----- | ----- | ----- | ----- | ----- | ----- |
| 3.729 | 3.623 | 3.471 | 3.075 | 2.618 | 2.574 | 2.601 | 3.023 | 3.302 |